# Schkeuditzer Kreuz
Schkeuditzer Kreuz (również Autobahnkreuz Schkeuditz, skrótowo AK Schkeuditz, Kreuz Schkeuditz) – najstarsze w Europie skrzyżowanie autostrad, na którym krzyżują się autostrady A9 (Berlin – Leipzig – München) i A14 (Wismar – Magdeburg – Dresden) w okolicy miejscowości Schkeuditz, w niemieckim kraju związkowym Saksonia.

## Położenie
Skrzyżowanie autostrad znajduje się w odległości około 15 km na północny zachód od Lipska, około 20 km na południowy wschód od miasta Halle/Saale i około 45 km na południe od Dessau. Niedaleko znajduje się granica krajów związkowych Saksonii i Saksonii-Anhalt.
W bezpośrednim sąsiedztwie funkcjonuje port lotniczy Lipsk/Halle, którego drogi kołowania poprowadzono wiaduktami nad A14. Z kolei nad południowymi łącznicami autostrady A9 przebiega Linia kolejowa Erfurt – Leipzig/Halle.
Węzeł posiada podwójną numerację – numer 15 w ciągu A9 oraz numer 20 w ciągu A14.

## Historia
Schkeuditzer Kreuz oddano do ruchu 21 listopada 1936 roku, jednak w pełni otwarto go dopiero 5 listopada 1938 wraz z przedłużeniem dzisiejszej autostrady A9 w kierunku północnym. Pierwotnie powstał jako zupełna koniczynka o wyraźnie mniejszych wymiarach.
W latach 1999–2002 skrzyżowanie zostało przebudowane za kwotę 77 mln euro.

## Forma węzła
W obrębie węzła obie autostrady są o przekroju sześciopasowym (dwie jezdnie po trzy pasy każda). Węzeł zbudowano w oparciu o typowy kształt koniczyny. W latach 2000–2003 dokonano przebudowy, podczas której zmieniono przebieg łącznicy relacji Drezno – Monachium, tworząc wiadukt nad A9 oraz przejazd pod A14.

## Natężenie ruchu
Dziennie przez węzeł Schkeuditz przejeżdża około 115 tys. pojazdów.
| Z                  | Do                  | Średnie dzienne natężenie ruchu | Udział ruchu ciężkiego |
| ------------------ | ------------------- | ------------------------------- | ---------------------- |
| AS Wiedemar (A9)   | Schkeuditzer Kreuz  | 57 100                          | 17,3%                  |
| Schkeuditzer Kreuz | AS Großkugel (A9)   | 73 000                          | 19,8%                  |
| AS Gröbers (A14)   | Schkeuditzer Kreuz  | 44 300                          | 20,5%                  |
| Schkeuditzer Kreuz | AS Schkeudtiz (A14) | 51 600                          | 16,6%                  |